# Unknown studios
Unknown studios es el estudio de grabación de Branden Steineckert, uno de los miembros fundadores del grupo The Used y actual batería de Rancid. Steineckert acepta demos de artistas de todo tipo de géneros musicales y todas las partes del mundo.
En Unknown studios se han producido los álbumes de Return to sender, Broke city y Searchlight, habiendo estos últimos publicado su canción "Contagious" en la banda sonora de Resident Evil: Extinction. Además, el nuevo álbum de Rancid, cuya fecha de publicación está prevista para la primavera del año 2008, ha sido escrito en estos estudios.